# Tom Sackville
Pour les articles homonymes, voir Thomas Sackville et Sackville.
Thomas Geoffrey Sackville (né le 26 octobre 1950) est un homme politique conservateur britannique.

## Famille et jeunesse
Tom Sackville est le deuxième fils de William Sackville (10e comte De La Warr) (d. février 1988) et Anne Rachel Devas, et son frère est William Sackville (11e comte De La Warr) .
En 1979, il épouse Catherine Thérèsa Windsor-Lewis, fille du brigadier James Charles Windsor-Lewis . Ils ont deux enfants, Arthur Michael Sackville (né en 1983) et Savannah Elizabeth Sackville (née en 1986), tous deux adoptés .
Il fait ses études au Collège d'Eton et au Lincoln College d'Oxford et commence sa carrière professionnelle dans la banque d'affaires.

## Carrière parlementaire
Sackville se présente pour la première fois au Parlement dans la circonscription de Pontypool aux élections de 1979, battu par Leo Abse des travaillistes.
Il est député conservateur de Bolton West des élections de 1983 jusqu'à ce qu'il soit battu par Ruth Kelly lors des élections de 1997. Il occupe le poste de sous-secrétaire d'État parlementaire entre 1992 et 1997, d'abord pour le ministère de la Santé, puis en tant que ministre du ministère de l'Intérieur entre 1995 et 1997 .

## Travail contre les sectes
En 1985, il fonde le Comité multipartite contre les sectes  et le 20 octobre 2000, il devient le premier président de The Family Survival Trust (anciennement Family Action Information Resource, FAIR), une organisation anti-sectes.
En 2005, il est élu vice-président de la Fédération européenne des centres de recherche et d'information sur le sectarisme (FECRIS), une organisation faîtière des groupes anti-sectes en Europe, et depuis 2009, il en est le président .
Sackville est l'actuel PDG de la Fédération internationale des régimes de santé .